# ميريك توبولانيك
ميريك توبولانيك (بالتشيكية: Mirek Topolánek) (ولد في 15 مايو 1956 في فسيتين، تشيكوسلوفاكيا، التشيك حاليا) هو رئيس الوزراء الحالي لجمهورية التشيك ورئيس المجلس الأوروبي الحالي.
ينتمي توبولانيك إلى الحزب الديموقراطي المدني ذو التوجهات اليمينية النيوليبرالية، وهو يتولى رئاسة الحزب منذ نوفمبر 2002، خلفًا لفاتسلاف كلاوس (بالتشيكية: Václav Klaus)، الرئيس الحالي للجمهورية التشيكية.

## وصلات خارجية
- ميريك توبولانيك على موقع IMDb (الإنجليزية)
- ميريك توبولانيك على موقع مونزينجر (الألمانية)
- ميريك توبولانيك على موقع إن إن دي بي (الإنجليزية)

- موقعه الشخصي